# Kanton Bonchamp-lès-Laval
 Bonchamp-lès-Laval  (voorheen ‘Kanton Château-Gontier’) is een kanton van het Franse departement Mayenne. Het kanton maakt deel uit van de arrondissementen Laval (7) en Mayenne  (1).
In 2020 telde het 16.049 inwoners.

Het kanton werd gevormd ingevolge het decreet van 21 februari 2014, met uitwerking op 22 maart 2015, met Bonchamp-lès-Laval als hoofdplaats.

## Gemeenten
Het kanton omvatte bij zijn vorming zeven gemeenten.
Het decreet van 5 maart 2020 heeft de gemeente Gesnes aan het kanton toegevoegd.
Sindsdien omvat het kanton volgende gemeenten:
- Argentré
- Bonchamp-lès-Laval
- Châlons-du-Maine
- La Chapelle-Anthenaise
- Gesnes
- Louverné
- Montflours
- Sacé